# Hileithia costipunctalis
Hileithia costipunctalis är en fjärilsart som beskrevs av Hans Georg Amsel 1956. Hileithia costipunctalis ingår i släktet Hileithia och familjen Crambidae. Inga underarter finns listade i Catalogue of Life.